# لورا جکسون (بازیکن فوتبال)
لورا جکسون (انگلیسی: Laura Jackson؛ زادهٔ ۱۷ ژانویهٔ ۱۹۹۱) بازیکن فوتبال اهل بریتانیا است. 
وی همچنین در تیم ملی فوتبال زنان جامائیکا بازی کرده است.